# Lončarstvo
Lončarstvo je obrt izdelovanja posode in drugih izdelkov iz gline, ročno ali na lončarskem vretenu. Posušene izdelke žgejo v pečeh in po potrebi tudi loščijo ter okrašujejo.
Izdelava lončenih izdelkov datira v neolitik. Zaradi svoje obstojnosti so pomembni v arheologiji. Njastarejša figura iz gline naj bi bila Venera iz Dolníh Věstonic, ki naj bi bila izdelana med 29.000–25.000 pr. n. št. Najstarejše glinene posode, ki so jih odkrili v Jiangxiju na Kitajskem naj bi izvirale iz leta 18.000 pr. n. št. Zgodnja neolitska posoda je bila odkrita tudi na Japonskem iz obdobja Džomon (10.500 pr. n. št.), ruskem daljnem vzhodu (14.000 pr. n. št.), podsaharski Afriki in v Južni Ameriki.

## Lončarstvo na Slovenskem
Lončarstvo je med najstarejšimi obrtmi, razvijalo se je zlasti v lončarskih središčih (Ljubno na Gorenskem, Komenda, Ribniška dolina, Šentjernejsko in Krško polje, okolica Celja, Dravsko in Ptujsko polje, Prekmurje). Po letu 1970 se je število lončarjev zelo zmanjšalo, vendar je dejavnost še razvejana in obsežna.